# Anh Thư
Nguyễn Thị Anh Thư (sinh ngày 26 tháng 4 năm 1982), thường được biết đến với nghệ danh Anh Thư, là một nữ siêu mẫu kiêm diễn viên người Việt Nam. Từng đoạt danh hiệu Ảnh hậu Mai Vàng năm 2004 và có được nhiều thành tựu lớn ở cả hai mảng thời trang cao cấp lẫn quảng cáo thương hiệu, cũng như được biết đến là một ngôi sao điện ảnh, Anh Thư là người mẫu đầu tiên tại Việt Nam thành công xây dựng hình ảnh người mẫu đa năng và được mệnh danh là "Đệ nhất Vedette những năm 2000".
Anh Thư thường được công nhận là người mẫu thành công nhất cũng như được trả lương cao nhất trong thập niên 2000, và cô cùng với Thanh Hằng là một trong hai người mẫu thành công bậc nhất mọi thời đại của làng thời trang trong nước.

## Sự nghiệp

### Năm 1999 – 2001: Sự nghiệp ban đầu
Tháng 3 năm 2000, khi còn đang học lớp 12, nhằm hưởng ứng cuộc thi học sinh thanh lịch mang tên Giọt mực tím dễ thương do Thành đoàn và Nhà văn hóa Thanh niên tổ chức, đoàn trường đã cử Anh Thư và một nam sinh tham dự ngay sau khi cô giành giải Á khôi Trường THPT Nguyễn Hiền 1999. Kết quả, Anh Thư giành ngôi vị Á khôi 2, tức “Giọt mực tím dễ thương thứ ba”, và giải thưởng Miss Hazeline của nhà tài trợ, trở thành gương mặt đại diện của Hazeline. Ngay sau đó, cô được mời vào hoạt động trong nhóm người mẫu Hoa học đường. Ban đầu, Anh Thư bị gia đình ngăn cấm, nhưng lâu dần đã chấp nhận cho cô sinh hoạt tại câu lạc bộ. Về sau trên nền tảng của nhóm, gia đình cô đã thành lập nên công ty người mẫu Professional Look.
Hoa hậu Toàn quốc Báo Tiền Phong 2000 (tiền thân của Hoa hậu Việt Nam) là cuộc thi hoa hậu đầu tiên mà cô thử sức. Vượt qua 1000 thí sinh vòng chung khảo khu vực phía nam (từ tỉnh Thừa Thiên Huế trở vào), Anh Thư ghi tên mình vào đêm chung kết của cuộc thi, và dừng chân tại Top 22 thí sinh tham gia vòng chung kết. Một năm sau, cô tham gia cuộc thi Hoa hậu Người mẫu qua ảnh 2001 do báo Thế giới Phụ nữ tổ chức. Dù luôn là thí sinh dẫn đầu về số phiếu bình chọn bởi khán giả trên cả nước, Anh Thư chỉ lọt vào Top 10, cô nhận hai giải thưởng quan trọng nhất của cuộc thi: giải Người đẹp được yêu thích nhất bình chọn bởi các bạn đọc toàn quốc và Miss Civic White của nhà tài trợ và là đại sứ quảng cáo cho thương hiệu, đồng thời trở thành người mẫu đại diện của thương hiệu Vera.
Anh Thư lần đầu lấn sang diễn xuất khi được đạo diễn Hồ Ngọc Xum mời đóng trong bộ phim truyền hình Sương gió biên thùy (2002) của ông, bộ phim nhận một đề cử tại hạng mục Cánh diều vàng cho phim truyện truyền hình năm 2002.

### Năm 2002 – 2013: Giai đoạn hoàng kim trong sự nghiệp
Cuối năm 2002, giữa bối cảnh công việc làm người mẫu vẫn còn mới và bị định kiến, chưa được công nhận là một nghề lao động bởi bộ Văn hóa cũng như chỉ được xem là phụ họa trong các chuơng trình ca nhạc kịch lớn cho diễn viên và ca sĩ, chẳng hạn như Duyên dáng Việt Nam, Festival Huế, Anh Thư đã trở thành nữ người mẫu Việt Nam đầu tiên và là người mẫu thứ hai trong lịch sử xuất hiện trong một TVC truyền hình cấp quốc gia một cách chính danh khi được chọn làm mẫu quảng cáo chính cho Ajinomoto, góp mặt trong TVC Ngày cưới của bà (2002-2003), là video cuối cùng trong chiến dịch tiếp thị nửa đầu thập niên 2000 của thuơng hiệu, liền sau các phần Cả nhà sum họp (1999), Lần đầu tiên bé nấu (2000) và Sinh nhật của bố (2001-2002). Trước đó, người mẫu đầu tiên được ghi nhận có mặt trong một video quảng cáo được truyền hình toàn quốc là nam cựu mẫu Trần Thanh Long, chồng của Anh Thư, đồng diễn cùng người mẫu Ngô Thanh Vân cho TVC thuộc chiến dịch đưa dòng xe Sirius ra mắt tại thị trường Việt Nam năm 1999 của thuơng hiệu Yamaha nhưng khi đó, Thanh Vân hoạt động với tư cách ca sĩ và chưa hành nghề người mẫu. Đến năm 2003, Anh Thư tiếp tục tham gia vào các chiến dịch quảng cáo và TVC của Acecook, Enchanteur. Sức ảnh hưởng của cô cùng những tên tuổi lớn khác trong ngành thời trang như nhà thiết kế Minh Hạnh, Sỹ Hoàng, Đức Hùng,... người mẫu Trương Ngọc Ánh, Vũ Cẩm Nhung, Ngô Mỹ Uyên, Ngọc Thúy,... đã tạo điều kiện cho các sàn diễn chính thống dành riêng cho người mẫu ra đời, như Tuần lễ Thời trang Việt Nam, Thời trang và Cuộc sống, Thời trang và Đam mê, Đẹp Fashion Show,...
Sau 3 năm hoạt động thành công và ghi dấu ấn với vai trò một người mẫu thương mại (commercial model) tiên phong của làng mẫu, cùng với sự hình thành các sàn diễn thời trang chính thống, Anh Thư bắt đầu chú trọng hướng đến phát triển sự nghiệp thời trang cao cấp (high fashion), cô xuất hiện ngày một nhiều trên các sàn diễn lớn trong nước, và chạm đến đỉnh điểm khi đảm nhận vai chính trong bộ phim điện ảnh Những cô gái chân dài (2004). Ngày 7 tháng 11 năm 2004, Những cô gái chân dài đạt giải Bông sen bạc tại Liên hoan phim Việt Nam lần thứ 14, cũng là lần đầu tiên phim của một hãng tư nhân tham gia Liên hoan phim Việt Nam và giành giải. Thành công vang dội về mặt thương mại, bộ phim đã trở thành một dấu son đưa tên tuổi của Anh Thư vụt sáng, được công nhận là người mẫu thành công nhất và được trả luơng cao nhất những năm 2000. Cô xuất hiện dày đặc trên nhiều ấn phẩm tạp chí lớn nổi tiếng như Điện ảnh Kịch trường, Tiếp thị và Gia đình, Mỹ thuật, Đẹp, Thế giới Phụ nữ, Thế giới Thanh nữ, Thế giới Thể thao và Đàn ông...
Ngày 29 tháng 1 năm 2005, Anh Thư xuất sắc đoạt giải nữ diễn viên điện ảnh – truyền hình của năm tại Giải Mai Vàng, trở thành nữ người mẫu Việt Nam đầu tiên trong lịch sử được vinh danh tại một giải thưởng điện ảnh cấp quốc gia, thành công này của cô củng cố và tạo nên ảnh hưởng lớn đến phong trào người mẫu đóng phim về sau, mà nối gót theo sau là những gương mặt lần lượt như Bằng Lăng, Ngô Thanh Vân, Trương Ngọc Ánh, Thanh Hằng, Trang Trần. Hai ngày sau đó, trong khuôn khổ lễ trao giải Người mẫu của năm do CLB thời trang Thanh Niên tổ chức, cô nhận hai giải người mẫu xuất sắc nhất và người mẫu được yêu thích nhất do giới mộ điệu thời trang và khán giả toàn quốc bình chọn, đem về cho mình cú hat-trick giải thưởng có kỉ lục trao tặng nhanh nhất, vỏn vẹn 3 ngày, cho đến khi bị phá vỡ bởi nữ ca sĩ Mỹ Tâm với 3 giải thưởng âm nhạc liên tiếp tại Giải thưởng Làn sóng xanh 2011, tuy nhiên với tư cách là nữ người mẫu và diễn viên nói riêng, cô vẫn là người duy nhất nắm giữ kỉ lục này cho đến hiện tại.
Trong giai đoạn hoàng kim của sự nghiệp, hình ảnh Anh Thư phủ sóng đầy không chỉ trên các báo đài, tạp chí, và sàn diễn thời trang mà còn trên các banner, chiến dịch quảng cáo, TVC lớn lúc bấy giờ, là người tiên phong mở đầu cho thời kì quảng cáo độc quyền giữa người mẫu và nhãn hàng phát triển mạnh mẽ tại Việt Nam, cô thường được coi là một trong những biểu tượng người mẫu thời trang được mời đóng quảng cáo đời đầu. Anh Thư hoạt động với vai trò đại sứ thương hiệu của cả ba hãng mỹ phẩm và chăm sóc nổi tiếng cùng thuộc hệ thống đa quốc gia Unilever là Pond's, Lux, Sunsilk, tham gia vào chiến dịch quảng cáo xúc tiến thuơng mại xuyên Đông Nam Á của Lux cùng với siêu mẫu người Thái Lan Marsha Vadhanapanich, đồng thời là guơng mặt đại diện cho Pepsi, Anlene, Yamaha, Ajnomoto,... Công ty quản lý người mẫu của gia đình cô, Professional Look, đồng thời là agency có số lượng người mẫu độc quyền với quy mô lớn nhất cả nước, dẫn đầu về số lượng hợp đồng độc quyền khi đó.
Tháng 9 năm 2005, cô trở thành diễn viên truyền hình độc quyền cho Hãng phim HK Film, là trường hợp đầu tiên của hình thức độc quyền diễn viên tại Việt Nam. Sau Những cô gái chân dài, Anh Thư nhận lời mời đóng chính cùng diễn viên Bình Minh trong tác phẩm điện ảnh ngắn mang tên Nửa phía bên kia của nam đạo diễn kì cựu Lê Hoàng Hoa, bộ phim hoàn thành được coi là tiền đề cho dự án tâm đắc của ông, Con ma nhà họ Hứa trở lại, phiên bản nối gót sự thành công của tác phẩm Con ma nhà họ Hứa (1973) đình đám nhiều thập kỉ trước. Tuy nhiên, ông qua đời khi dự án còn trong giai đoạn thai nghén.
Đầu 2006, Giải thưởng Bông hồng vàng được tổ chức nhằm tôn vinh thành quả lao động của các phụ nữ trẻ trong năm lĩnh vực văn hóa nghệ thuật bao gồm văn học, điện ảnh, sân khấu, ca nhạc và thời trang. Theo kết quả được công bố ngày 19 tháng 3, Anh Thư giành chiến thắng tại hạng mục thời trang người mẫu xuất sắc nhất. Cùng năm, cô tham gia đóng chính trong hai tác phẩm: phim điện ảnh Hồn Trương Ba, da hàng thịt (2006) của Nguyễn Quang Dũng và phim truyền hình Tuyết nhiệt đới (2006) của Vũ Ngọc Đãng. Cắm rễ trên mảnh đất bùn lầy nước đọng và được khai thác theo thiên hướng phim thần tượng cùng cảm hứng chủ đạo là cổ tích tình yêu giữa đời thường, Tuyết nhiệt đới đã thu hút khá nhiều khán giả từ trẻ đến lớn và trở thành một trong những hiện tượng gây sốt màn ảnh nhỏ năm 2006, đem về cho M&T Pictures một Cánh diều bạc tại hạng mục phim bộ dài tập do Hội điện ảnh Việt Nam tổ chức lần thứ 5, đây cũng là lần đầu tiên một phim truyền hình do doanh nghiệp tư nhân sản xuất ghi danh vào bảng thành tích của hiệp hội điện ảnh quốc gia, đồng thời đem về cho Anh Thư hai đề cử tại hạng mục nữ diễn viên điện ảnh – truyền hình của năm tại Giải Mai Vàng và hạng mục nữ diễn viên chính được yêu thích nhất tại HTV Awards. Gắn bó với vị đạo diễn phim Chuột qua hai bộ phim đình đám được giới hàn lâm công nhận, Anh Thư thường được gọi như Nàng thơ đầu tiên của Vũ Ngọc Đãng.
Năm 2007, Anh Thư quay trở lại màn ảnh rộng với tác phẩm kinh điển Mười: Truyền thuyết về bức chân dung kết hợp cùng Bình Minh, Hồng Ánh. Đây là phim điện ảnh kinh dị đầu tiên của Việt Nam sau năm 1975, là phát súng đầu khai mở phong trào làm phim kinh dị tại Việt Nam sau này. Trong phim, cô vào vai ma nữ Mười, tạo hình gây ám ảnh khiến cô được mệnh danh là một trong những ma nữ kinh dị điển hình nhất của điện ảnh Việt một thời. Năm 2008, cô đóng chính trong Hoa thiên điểu sau một thời gian vắng bóng trên màn ảnh nhỏ, bộ phim đoạt giải Cánh diều Bạc lần thứ 7.
Năm 2012, Anh Thư nhận lời mời tham gia cuộc thi Bước nhảy hoàn vũ - là một chương trình truyền hình thực tế do Đài Truyền hình Việt Nam và công ty Cát Tiên Sa phối hợp sản xuất và đạt được Giải đồng chung cuộc.

### Năm 2014 – 2021: Giảm dần các hoạt động để chăm sóc gia đình
Từ sau năm 2013, tần suất xuất hiện của Anh Thư thưa dần trên runway, báo đài sau khi cô bắt đầu tập trung vào công việc kinh doanh, chăm sóc gia đình, thỉnh thoảng nhận lời mời trình diễn cho các nhà thiết kế thân thiết. Thời gian này chủ yếu Anh Thư tham gia đóng phim truyền hình dài tập.
Năm 2017, Anh Thư trở lại chớp nhoáng trên sàn diễn với 10 show diễn kết màn và vai diễn khách mời trong Tháng năm rực rỡ của đạo diễn Nguyễn Quang Dũng. Dù tạo được hiệu ứng mạnh mẽ với công chúng và được săn đón tại thời điểm công chiếu nhưng cô không chọn tiếp tục làm nghề.

### Năm 2021 – nay: Trở lại với sàn diễn
Năm 2021, Anh Thư tái xuất màn ảnh rộng với bộ phim Sám hối sau 3 năm kể từ lần cuối xuất hiện trong Tháng năm rực rỡ ̣(2018). Sau đó, cô xuất hiện với tư cách vedette của bộ sưu tập hồi sinh thuộc khuôn khổ Tuần lễ Thời trang Việt Nam. Năm 2022, cô chính thức đánh tiếng quay lại với nghề người mẫu sau 5 năm vắng bóng trên sàn diễn và 10 năm không hoạt động với tư cách người mẫu quảng cáo.
Cuối năm 2022, siêu mẫu Anh Thư được xác nhận tham gia vào chương trình truyền hình The Face Vietnam mùa 4 với vai trò là huấn luyện viên, và kéo dài đến tận tháng 6 năm 2023 thì chương trình mới phát sóng. Sau đó cô tiếp tục đóng vai chính trong bộ phim truyền hình dài tập của VieOn, Hoa vương, tái ngộ cùng bạn diễn Hồng Ánh trước đó đã cùng hợp tác trong phim Mười: Truyền thuyền về bức chân dung.
Năm 2023, Anh Thư gây sốt mạng xã hội khi hoá thân lại vai diễn kinh điển của cô, Mười, trong bộ phim cùng tên. Đến tháng 7/2023,  Anh Thư tái xuất trên sàn diễn Tuần lễ Thời trang Việt Nam với vai trò là vedette của ba bộ sưu tập của các nhà thiết kế Frederick Lee, Kobi Levi x Wuan Phan, Vũ Thu Phương. Tháng sau, Anh Thư tiếp tục đảm nhiệm vai trò vedette trong bộ sưu tập của nhà thiết kế Vương Khang tại ExtraMen Show 2. Đến tháng 12/2023, Anh Thư lần thứ 3 nằm trong danh sách đề cử hạng mục nữ diễn viên điện ảnh - truyền hình tại Giải Mai Vàng lần thứ 29.

## Cuộc sống cá nhân
Anh Thư đã từng kết hôn với Trần Thanh Long vào năm 2004, đến năm 2007 hai người có với nhau một người con trai, có tên Trần Minh Khoa (Tiểu Long). Tuy nhiên, đến năm 2016, cô xác nhận đã ly hôn chồng từ nhiều năm trước. Hiện cô là mẹ đơn thân, một mình nuôi con trai.

## Sự nghiệp diễn xuất

### Phim điện ảnh
| Năm  | Tựa Phim                             | Vai Diễn               | Ghi Chú   |
| ---- | ------------------------------------ | ---------------------- | --------- |
| 2004 | Những cô gái chân dài                | Thủy                   |           |
| 2006 | Hồn Trương Ba, da hàng thịt          | Thị                    |           |
| 2007 | Mười: Truyền thuyết về bức chân dung | Mười                   |           |
| 2010 | Em hiền như ma sơ                    | Sơ                     |           |
| 2013 | Những thiên thần nhanh nhạy          | Anh Thư                | Khách mời |
| 2018 | Tháng năm rực rỡ                     | Tuyết Anh trưởng thành | Khách mời |
| 2021 | Sám hối                              | Thủy                   |           |
| 2021 | Mười: Lời nguyền trở lại             | Mười                   |           |
| TBA  | Giã từ cô đơn                        |                        |           |

### Phim truyền hình
| Năm  | Tựa Phim                          | Vai Diễn      | Ghi Chú |
| ---- | --------------------------------- | ------------- | ------- |
| 2002 | Sương gió biên thùy               | Trâm          |         |
| 2006 | Tuyết nhiệt đới                   | Hằng          |         |
| 2008 | Hoa thiên điểu                    | Nhã Lan       |         |
| 2009 | Có lẽ nào ta yêu nhau             | Ẩn Lan        | [ 48 ]  |
| 2010 | Lối sống sai lầm                  | Hiền          |         |
| 2010 | Dòng sông huynh đệ                | Trang         |         |
| 2011 | Anh và em                         | Kim Anh       |         |
| 2011 | Dây leo hạnh phúc                 | Ánh Băng      |         |
| 2012 | Chữ T danh vọng                   | Phương Thuý   |         |
| 2013 | Yêu đến tận cùng                  | Hà An         |         |
| 2013 | Nữ xế                             | Châu          |         |
| 2014 | Lồng son                          | Mai           |         |
| 2014 | Khi người đàn ông trở lại         | Vy Nguyễn     |         |
| 2015 | Hạnh phúc bất tận                 | Thục Uyên     |         |
| 2016 | Bốn cuộc tình một người đàn ông   | Huyền Anh/Ngà |         |
| 2016 | Truy tìm hung thủ                 | Minh Nguyệt   |         |
| 2016 | Sống để chuộc lỗi (Bông trang đỏ) | Chi Mai       |         |
| 2016 | Biệt thự trắng                    | Quỳnh Như     |         |
| 2016 | Vạch trần tội ác                  | Minh Anh      |         |
| 2016 | Chạy án 3: Đặc biệt nguy hiểm     | Minh Thuý     |         |
| 2016 | Một thời ngang dọc                | Mộc Lâm       |         |
| 2017 | Nhà có hai cửa chính              | An Nhiên      |         |
| 2017 | Tình kỹ nữ                        | Chi Mai       |         |
| 2017 | Gió vẫn thổi từ biển              | Phương        |         |
| 2017 | Dạo chơi giữa Sài Gòn             | Cẩm Nhung     |         |
| 2018 | Tơ duyên                          | NTK Ngọc      |         |
| 2023 | Hoa vương                         | Anh Thư       |         |

### Video âm nhạc
| Năm  | Tựa                          | Ca Sĩ                                |
| ---- | ---------------------------- | ------------------------------------ |
| 2002 | Đi tìm tình yêu              | Diễm Liên ft D&D                     |
| 2004 | Nhan sắc                     | Minh Thư                             |
| 2004 | Giấc mơ Aikia                | Viết Thanh                           |
| 2004 | Thật thà cho một tình yêu    | Hồ Ngọc Hà ft Viết Thanh             |
| 2004 | Tình lỡ cách xa              | Mỹ Tâm                               |
| 2004 | Tình cuối mây ngàn           | Quang Dũng                           |
| 2004 | Về đi thôi hỡi em            | Đàm Vĩnh Hưng                        |
| 2005 | Xin lỗi tình yêu (Liên khúc) | Đàm Vĩnh Hưng ft Mỹ Tâm ft Hồng Ngọc |
| 2022 | Cô đơn trên sofa             | Hồ Ngọc Hà                           |

## Thành tích

### Giải thưởng
| Năm  | Giải thưởng                      | Hạng mục                            | Tác phẩm đề cử        | Kết quả   | Chú thích |
| ---- | -------------------------------- | ----------------------------------- | --------------------- | --------- | --------- |
| 2000 | Giọt mực tím dễ thương           | Á khôi 2                            |                       | Đoạt giải |           |
| 2000 | Giọt mực tím dễ thương           | Miss Hazeline                       |                       | Đoạt giải |           |
| 2000 | Hoa hậu Toàn quốc Báo Tiền Phong | Hoa hậu                             |                       | Top 22    |           |
| 2001 | Hoa hậu người mẫu qua ảnh        | Hoa hậu                             |                       | Top 10    |           |
| 2001 | Hoa hậu người mẫu qua ảnh        | Miss Civic White 2001               |                       | Đoạt giải |           |
| 2001 | Hoa hậu người mẫu qua ảnh        | Người đẹp được yêu thích nhất       |                       | Đoạt giải |           |
| 2004 | Giải Mai Vàng                    | Nữ diễn viên điện ảnh - truyền hình | Những cô gái chân dài | Đoạt giải | [ 50 ]    |
| 2004 | Giải Người mẫu trong năm         | Người mẫu được yêu thích nhất       |                       | Đoạt giải | [ 51 ]    |
| 2004 | Giải Người mẫu trong năm         | Người mẫu xuất sắc nhất             |                       | Đoạt giải | [ 51 ]    |
| 2006 | Giải Bông hồng vàng 2006         | Người mẫu xuất sắc nhất             |                       | Đoạt giải | [ 27 ]    |
| 2006 | Giải Mai Vàng                    | Nữ diễn viên điện ảnh - truyền hình | Tuyết nhiệt đới       | Đề cử     | [ 52 ]    |
| 2006 | HTV Awards                       | Nữ diễn viên chính xuất sắc nhất    | Tuyết nhiệt đới       | Đề cử     | [ 53 ]    |
| 2010 | Giải thưởng Người mẫu châu Á     | Vietnam Model Star                  |                       | Đoạt giải |           |
| 2012 | Bước nhảy hoàn vũ                | Giải đồng                           |                       | Đoạt giải |           |
| 2023 | Giải Mai Vàng                    | Nữ diễn viên điện ảnh – truyền hình | Hoa vương             | Đề cử     | [ 54 ]    |

## Giám khảo
- Teen Model 2009[55]
- Ngôi sao Người mẫu Việt Nam 2010[56][57]
- Ngôi sao xì tin 2012[58]
- Nam thanh lịch 2013[59]
- Ngôi sao Người mẫu Việt Nam 2014[60]
- Hội thi Sinh viên thanh lịch tỉnh Đồng Nai 2016[61]
- Làng hài mở hội 2016
- Gương mặt thương hiệu (mùa 1) (vòng casting)
- Gương mặt sân khấu điện ảnh triển vọng 2017[62]
- Ngôi sao Danh vọng Việt Nam 2018[63]
- Hoa khôi Du lịch Đồng Nai 2019[64]
- Hoa hậu Hòa bình Việt Nam 2022

## Show diễn tiêu biểu
| Năm  | Vị trí               | Bộ sưu tập            | Show diễn                              | Nhà thiết kế            | Brand           | Ghi Chú       |
| ---- | -------------------- | --------------------- | -------------------------------------- | ----------------------- | --------------- | ------------- |
| 2000 | Model                | —                     | Festival Huế                           | Minh Hạnh               |                 |               |
| 2004 | Vedette              | Hoài niệm Tân Châu    | Thời trang và Cuộc sống                |                         | Sơn Kim         |               |
| 2004 | Vedette              | Long vũ khúc          | Thời trang và Cuộc sống                |                         | Song nghi       |               |
| 2004 | Vedette              | Nắng và hoa           | Thời trang và Cuộc sống                | Ánh Linh                |                 |               |
| 2005 | Vedette              | Về miền đất hứa       | Đẹp Fashion Show                       | Hữu Lợi                 |                 |               |
| 2005 | Vedette              | Mật mã màu            | Đẹp Fashion Show                       | Pearl Hà                |                 |               |
| 2005 | Vedette              | Một ngày mới          | Duyên dáng Việt Nam 15                 | Sĩ Hoàng Công Trí       |                 |               |
| 2010 | Vedette              | Cưới                  | Tuần lễ Thời trang cưới Việt Nam       | Estella Trần Vũ         |                 |               |
| 2011 | Vedette              | Kiếp sau              | Đẹp Fashion Show                       | Trương Thanh Hải        |                 |               |
| 2011 | First face           | Vũ điệu thời gian     | Thời trang A+                          | Sơn Collection          |                 | [ 65 ]        |
| 2012 | Vedette              | Xuân                  | Thời trang và Đam mê                   | Thủy Nguyễn             |                 |               |
| 2012 | Vedette              | BST Xuân Hè           | Thời trang và Đam mê                   |                         |                 | [ 66 ]        |
| 2012 | Vedette              | Màu hạnh phúc         | Thời trang & Cuộc sống                 |                         |                 |               |
| 2013 | Model                | No.7 - Cám ơn Sài Gòn | Công Trí Show                          | Nguyễn Công Trí         | CONG TRI        |               |
| 2013 | Vedette              | Charming of the Night | Thời trang và Đam mê                   | Angel Phan              |                 | [ 67 ]        |
| 2013 | Vedette              | Sắc xuân              | Thời trang và Đam mê                   | Cường Thịnh             |                 | [ 68 ]        |
| 2013 | Vedette              | Beautiful Life        | Thời trang và Đam mê                   | Tuấn Trần               | Centoria        | [ 69 ]        |
| 2013 | Vedette              | Bonjour Saigon        | Thời trang và Đam mê                   | Phạm Đăng Anh Thư       | JoliPoli        | [ 70 ]        |
| 2013 | Vedette              | Haute Couture         | Thời trang và Đam mê                   | Võ Công Khanh           |                 | [ 72 ]        |
| 2013 | Vedette              | Cosmos                | Thời trang và Đam mê                   | Quốc Bình               |                 |               |
| 2013 | Vedette              | BST Thanh Hải         | Thời trang và Nhân vật                 | Trương Thanh Hải        |                 | [ 73 ]        |
| 2013 | Vedette              | Spring Bloom          | Thời trang và Nhân vật                 | Trương Thanh Hải        |                 | [ 74 ]        |
| 2013 | Vedette              | Đồng thoại            | Fashion star                           | Khánh Phương            |                 |               |
| 2013 | Vedette              | Nhìn về tương lai     | Thời trang và Nhân vật                 | Quỳnh Paris             |                 | [ 75 ]        |
| 2013 | Vedette              | Umbrella              | Thời trang và Cuộc sống                | Diễm Tuyết              |                 | [ 76 ] [ 77 ] |
| 2013 | Vedette              | Cưới                  | Thời trang và Phong cách               | Huỳnh Lợi               |                 |               |
| 2013 | Vedette              | Đêm giáng sinh        | Phong cách và Cuộc sống                |                         |                 | [ 78 ]        |
| 2013 | Vedette              | Sơn                   | Phong cách và Cuộc sống                | Sơn Collection          |                 |               |
| 2013 | Vedette              | BST DL Duy            | Phong cách và Cuộc sống                | DL Duy                  |                 | [ 79 ]        |
| 2013 | Vedette              | BST Huỳnh Lợi         | Phong cách và Cuộc sống                | Huỳnh Lợi               |                 | [ 79 ]        |
| 2013 | Vedette              | BST Xuân Hè           | Phong cách và Cuộc sống                | Tăng Nguyên Phúc        |                 |               |
| 2013 | Vedette              | Hoa xuân              | Đêm nhan sắc                           | Tuấn Trần, Thuận Việt   |                 | [ 78 ]        |
| 2013 | Vedette              | Cổ điển               | Thời trang và Cuộc sống                | Minh Tú                 |                 | [ 80 ]        |
| 2013 | Vedette              | Chạy về ngày xưa      | Fashion star                           | Quang Nhật              |                 |               |
| 2014 | Vedette              | Massoni               | Phong cách trẻ                         | Đăng Tuấn               | Centoria        | [ 81 ]        |
| 2014 | Vedette              | Haute Couture         | Thời Trang và Đam mê                   | Võ Công Khanh           |                 |               |
| 2014 | Vedette              | Áo dài cưới           | Thời trang và Cuộc sống                | Đan Hà                  |                 | [ 82 ]        |
| 2014 | Vedette              | Dạ vũ đêm             | Thời trang và Cuộc sống                | Văn Ngời & Bảo Thạch    | Đẹp Fashion     | [ 83 ]        |
| 2015 | Vedette              | No Limit              | Thời trang và Cuộc sống                | Lan Dương               | Jolan Milan     | [ 84 ]        |
| 2015 | First face           | Peaceful              | Thời trang và Cuộc sống                | Tăng Thành Công         |                 | [ 85 ]        |
| 2015 | First face           | Xuân xưa              | Thời trang và Cuộc sống                | Nhật Dũng               |                 | [ 86 ]        |
| 2015 | Vedette              | First Code            | Thời trang và Cuộc sống                | Minh Trị                | M.O.P Boutique  | [ 87 ]        |
| 2016 | Vedette              | Nàng thơ              | Thời trang và Cuộc sống                | Trương Thanh Long       |                 |               |
| 2016 | Vedette              | Vườn yêu              | Thời trang và Cuộc sống                | Minh Châu               |                 |               |
| 2017 | First face           | BST Túi xách          | Thời trang và Cuộc sống                |                         | LEE & TEE       |               |
| 2017 | Vedette              | BST Xuân Hè           | Thời trang và Cuộc sống                | Nguyễn Trường Duy       | Duy Boutique    | [ 88 ]        |
| 2017 | First face & Vedette | Haute Couture Night   | Thời trang và Cuộc sống                |                         |                 | [ 89 ]        |
| 2017 | Vedette              | BST Xuân Hè           | Thời trang và Cuộc sống                | Trương Thanh Long       |                 | [ 90 ]        |
| 2017 | Vedette              | Since 1980            | Thời trang và Cuộc sống                | Minh Châu               |                 | [ 91 ]        |
| 2017 | Vedette              | Lass                  | Thời trang và Cuộc sống                | Lê Ngọc Lâm Hà Hồng Lam | Vietinio Dexnol |               |
| 2017 | Vedette              | Sắc màu của đá        | Thời trang và Cuộc sống                | Nguyễn Hà Nhật Huy      |                 |               |
| 2017 | Vedette              | Thu về rồi em có hay  | Thời trang và Cuộc sống                | Đan Châu                | Đan Châu        | [ 92 ]        |
| 2017 | Vedette              | Cõi thiên đường       | Thời trang và Cuộc sống                | Brian Võ                |                 | [ 93 ]        |
| 2021 | Vedette              | Hồi sinh              | Vietnam International Fashion Week     | Minh Châu               |                 | [ 94 ]        |
| 2021 | Vedette              | Hiphop Kids           | Asian Kids Fashion Week                | Wuan Phan               |                 |               |
| 2021 | Vedette              |                       | Vietnam International Fashion Festival | Lê Lâm                  |                 |               |
| 2022 | Vedette              | Sắc màu đại dương     | Pink Show 3: Pink Ocean                | Ninh Khương             |                 |               |
| 2022 | Vedette              | Hidden Gem            | Vietnam International Fashion Week     | Hoàng Quyên             | Tiny Ink        | [ 95 ]        |
| 2022 | Vedette              | Infinity              | Vietnam International Fashion Week     | Hoàng Minh Hà           |                 | [ 96 ]        |
| 2023 | Vedette              | Colorful              | Asian Kids Fashion Week                | Agied Derta Gafar       |                 |               |
| 2023 | Vedette              | Synopsis              | Vietnam International Fashion Week     | Frederick Lee           |                 | [ 97 ]        |
| 2023 | Vedette              | Double Match          | Vietnam International Fashion Week     | Kobi Levi x Wuan Phan   |                 | [ 98 ]        |
| 2023 | Vedette              | Green Phoenix         | Vietnam International Fashion Week     | Vũ Thu Phương           | PhoenixV        | [ 99 ]        |
| 2023 | Vedette              | Essence Of Harmony    | Vietnam International Fashion Week     | Ngô Diễm Hương          | Jang Hana       | [ 100 ]       |
| 2023 | Vedette              | Game Of Thornes       | Extra Men Show                         | Vương Khang             |                 | [ 101 ]       |
| 2024 | Vedette              | HER                   | Asian Kids Fashion Week                |                         | LEAF XIA        |               |

## Chương trình truyền hình
| Năm       | Tựa                   | Tập    | Vai trò   | Kênh |
| --------- | --------------------- | ------ | --------- | ---- |
| 2008      | Phong cách và Đam mê  |        | Khách mời | HTV9 |
| 2015      | Người bí ẩn           | Tập 11 | Khách mời | HTV7 |
| 2016      | Làng hài mở hội       | Tập 08 | Giám khảo | THVL |
| 2017      | Ơn giời, cậu đây rồi! | Tập 12 | Khách mời | VTV3 |
| 2018      | Sáng Phương Nam       |        | Khách mời | VTV9 |
| 2019      | Siêu nhân mẹ          | Tập 03 | Khách mời | VTV3 |
| 2019      | Ô hay gì thế này      | Tập 07 | Khách mời | VTV3 |
| 2019      | Người ấy là ai        | Tập 08 | Khách mời | HTV2 |
| 2019      | Giác quan thứ 6       | Tập 12 | Khách mời | VTV3 |
| 2019      | 7 nụ cười xuân        | Tập 16 | Khách mời | HTV7 |
| 2019      | Giọng ải giọng ai     | Tập 16 | Khách mời | HTV7 |
| 2019      | Khẩu vị ngôi sao      | Tập 21 | Khách mời | HTV7 |
| 2019      | Ký ức vui vẻ          | Tập 08 | Khách mời | VTV3 |
| 2019      | Quý ông đại chiến     | Tập 02 | Khách mời | VTV3 |
| 2020      | 9 người 10 ý          | Tập 06 | Khách mời | THVL |
| 2020      | Hóng chuyện Showbiz   | #167   | Khách mời | HTV9 |
| 2022-2023 | The Face Vietnam      |        | Mentor    | VTV9 |